# Frans-Guyaanse frank
De Frans-Guyaanse frank was tot 2002 de munteenheid van Frans-Guyana. De Franse frank circuleerde tussen 1888 en 1961 naast bankbiljetten die specifiek voor Frans-Guyana waren uitgegeven, en tussen 1961 en 1975 biljetten die voor Frans-Guyana, Guadeloupe en Martinique (gezamenlijk de Franse Antillen genoemd) werden uitgegeven.
Als integraal onderdeel van Frankrijk maakt Frans-Guyana deel uit van de Europese Unie en de eurozone, en vanaf 2002 is de munteenheid de euro.

## Biljetten
In 1888 introduceerde de Banque de la Guyane biljetten van 100 en 500 frank, gevolgd door 25 frank in 1910. Tussen 1917 en 1919 werden nooduitgiftes van biljetten van 1 en 2 frank gedaan, terwijl in 1922 gewone biljetten van 5 frank werden geïntroduceerd. Tussen 1942 en 1945 werden 1 en 2 frank gemaakt. In 1942 werden biljetten van 1000 frank geïntroduceerd.
In 1941 begon de Caisse Centrale de France Libre (Centrale kassier van de Vrije Fransen) met de uitgifte van papiergeld, in coupures van 100 en 1000 frank. Deze werden in 1944 gevolgd door soortgelijke bankbiljetten in dezelfde coupures uitgegeven door de Caisse Centrale de la France d'Outre Mer (Frankrijk). In 1947 nam de Caisse Centrale de la France d'Outre Mer de uitgifte van alle papieren bankbiljetten over; 50, 100, 500, 1000 en 5000. Deze biljetten deelden hun ontwerp met de biljetten uitgegeven voor Guadeloupe en Martinique.
In 1961 werden de bankbiljetten van 100, 500, 1000 en 5000 frank overstempeld met hun waarden in nouveax franc (nieuwe frank): 1, 5, 10 en 50 nouveax franc. In hetzelfde jaar werd een nieuwe serie bankbiljetten geïntroduceerd met de namen Frans-Guyana, Guadeloupe en Martinique erop. In 1963 nam het Institut d'Emission des Départements d'Outre-Mer (Instituut voor emissies in de overzeese departementen) de papiergeldproductie in de drie departementen over en gaf bankbiljetten van 10 en 50 nouveax frank uit. Deze werden in 1964 gevolgd door bankbiljetten van 5, 10, 50 en 100 frank, waarbij het woord nouveaux was geschrapt.